# 肖恩·威廉姆斯 (橄欖球)
肖恩·威廉姆斯（英語：Shane Williams；1977年2月26日—）是一位威爾斯橄欖球運動員。他是威爾斯國家橄欖球隊的一員，代表威爾斯參加了三次世界盃橄欖球賽。